# Olpidium
Olpidium es un género de hongos en la familia Olpidiaceae. Los miembros de Olpidium son patógenos zoospóricos de plantas, animales, hongos y Oomycetes.

## Morfología
Las especies de Olpidium existen como zoosporas esféricas dentro de las células de su hospedador. Las zoosporas emergen de un único tubo de descarga y tienen un único flagelo posterior. Las esporas pueden ser lisas u ornamentadas.

## Ecología
Las especies de Olpidium infectan una amplia variedad de plantas, animales, protistas y hongos y son bastante comunes en ecosistemas acuáticos y terrestres. Gran parte de lo que se sabe proviene de aquellas especies que infectan a plantas superiores, especialmente plantas cultivadas.
En las plantas superiores, la infección con Olpidium a menudo causa síntomas muy leves o ninguno. Una excepción es Olpidium viciae, el cual produce la ampolla del haba. Además, las especies de Olpidium pueden ser vectores de virus de las plantas. Por ejemplo, Olpidium brassicae transmite  el varicosavirus entre las plantas de lechuga, y transmite el virus del mosaico del tabaco en las plantas de tabaco. Olpidium bornovanus y Olpidium cucurbitacearum son vectores de varios virus de las curcubitaceas.